# Bobby Evans (giocatore di football americano)
Bobby Evans (Allen, 24 marzo 1997) è un giocatore di football americano statunitense che milita nel ruolo di offensive tackle per gli Arlington Renegades della United Football League (UFL).

## Carriera professionistica

### Los Angeles Rams
Evans fu scelto nel corso del terzo giro (97º assoluto) del Draft NFL 2019 dai Los Angeles Rams. Debuttò come professionista subentrando nella gara del settimo turno contro gli Atlanta Falcons. A partire dall'undicesimo turno divenne stabilmente titolare, chiudendo la sua prima stagione con 9 presenze, di cui 7 come partente.
Il 13 febbraio 2022 Evans scese in campo da subentrato nel Super Bowl LVI vinto contro i Cincinnati Bengals per 23-20, conquistando il suo primo titolo.

## Palmarès
- Super Bowl : 1

Los Angeles Rams: LVI
- National Football Conference Championship: 1

Los Angeles Rams: 2021